# 鎌倉投信
鎌倉投信株式会社（かまくらとうしん、英文名称Kamakura Investment Management Co.,Ltd.）は、日本の投資信託委託会社。

## 概要
2008年11月5日設立。1万円程度の小口ファンドで運用し、独自の基準で選定した「いい会社」に投資しているのが特徴である。「いい会社」の基準は、これからの日本に本当に必要とされる会社かと、会社に関わるすべての関係者の幸福を追求しようとしているかである。
社屋は築85年の古民家を再生した社屋となっている。